# ルキウス・アルトリウス・カストゥス
ルキウス・アルトリウス・カストゥス (Lucius Artorius Castus、生没年不明だが2世紀後半から3世紀前半) は、古代ローマの軍人。アーサー王のモデルになったとの説がある。

## 史料
アルトリウスについての情報は現クロアチアのダルマチアの海岸にある石棺などに断片的に見られる。これらに日付は記載されていないものの、これが「石棺の時代」と称される2世紀頃のものと考えられていること、石棺の記述でアルトリウスがドゥクス（隊長）だとしている事から、アルトリウスはヘロディアヌスが言及している、185年にアルモリカ（北ブルターニュ）へ遠征を行った名称不明の軍事指導者と同一人物だと考えられている。
アルトリウス氏族 (Artorius, gens Artoria) を名乗っている事から、アルトリウスは南イタリアにあるカンパニア州の出身だと考えられている。石棺によれば、アルトリウスは第3軍団ガッリカの百人隊に所属していたが、第6軍団フェッラタに、それから 第5軍団マケドニアに異動したと言う。そして、第5軍団マケドニアでアルトリウスは筆頭百人隊長に昇進した。そこでローマ海軍（ナポリ湾艦隊）の隊長になり、続いて第6軍団ウィクトリクスの隊長になった。
この第6軍団ウィクトリクスは122年からブリタンニアに駐在するものであり、アルトリウスはおそらくハドリアヌスの長城の警備に付いたと考えられている。明確な論拠はないものの、サルマタイ人とともに過ごしたと考えられている。第6軍団ウィクトリクスが反乱を起こした時、アルトリウスは忠誠を守りぬいたらしく、ローマ皇帝ペルティナクスはアルトリウスをドゥクスに昇進させ、歩兵大隊とともにアルモリカに派遣させた。その派遣先において、アルトリウスは暴動の鎮圧に成功している。
軍を退役後、ダルタマティア地方のある街の長官となった。アルトリウスについてこれ以上の情報は不明であるが、ローマの歴史家カッシウス・ディオの父親はダルマティアの長官であり、近所にアルトリウスが存在したことからカッシウス・ディオが題材とした史料は直接アルトリウスのものであった可能性がある。

## アーサー王との関連
アーサー王のモデルがアルトリウスではないか、という学説は1924年、ケンプ・マローン (Kemp Malone) によって発表された。
アーサー王伝説の時期、すなわちサクソン人のブリテン侵入は5世紀であり、アルトリウスは2世紀の人間であるから、2人は同時代の人間とは言えない。しかし、現地で記憶されていたアルトリウスの伝説が語り継がれ、形を変えて作り直されたと考える余地はある。
アルトリウスをアーサー王として扱った作品に、映画『キング・アーサー』（2004年）があげられる。この映画では、サクソン人の侵入とアルトリウスの人生を重ねるため、300年ばかりアルトリウスの生年をずらしている。

## その他
ラテン語の史書で初めてアーサーの名前が出たのは、西暦800年ごろ、ウェールズ人のネンニウスの著書、『ヒストリア・ブリットヌム』である。
だが、多くの学者はネンニウスはウェールズに伝わる「アーサー王の12の戦い」を題材にしたと考えている。「アルトリウス」という名前はローマの部族の名前であるが、同時に「アルトリウス」の名はケルト起源である可能性もある。ケルト語で熊の男 (artos viros) が名の起源とも解釈できるからである。